# Józef Ozimiński
Józef Ozimiński   (Łęczyca, 6 de desembre de 1874 - Varsòvia, 8 de juliol de 1945) fou un violinista i director d'orquestra polonès, professor.

## Biografia

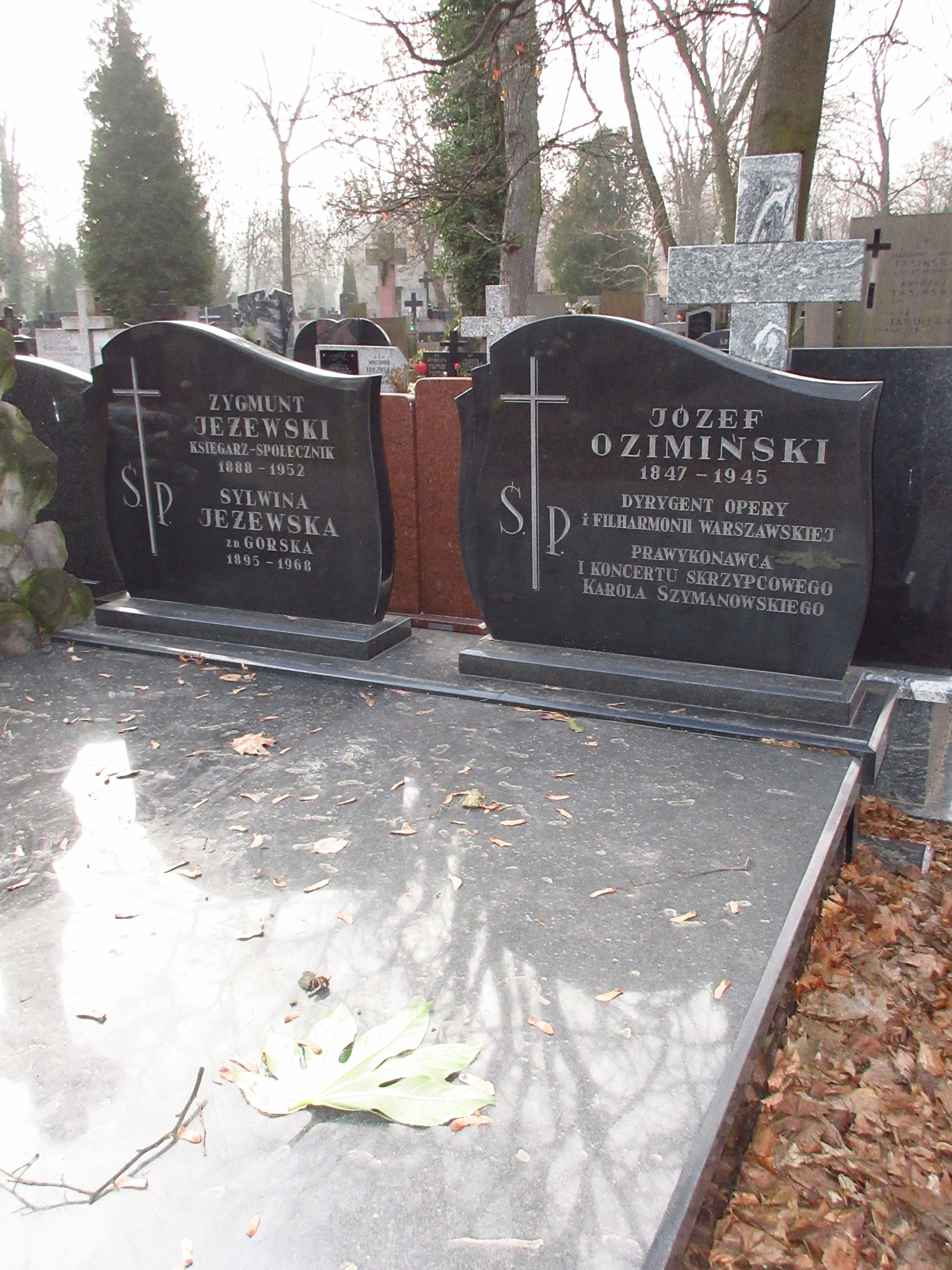
Tomba de Józef Ozimiński al cementiri de Bródnowski

Entre els anys 1909 i 1939 va ser el primer director de l'Orquestra Filharmònica de Varsòvia, i era conegut pels residents de Varsòvia com el director de l'orquestra que tocava a la Vall Suïssa. Va ser un divulgador de la música clàssica, i el 1935 es va involucrar en l'organització de matins simfònics a la Filharmònica. Alhora, va ocupar el càrrec de director de l'Escola de Música Mieczysław Karłowicz de Varsòvia. Entre els anys 1938 i 1939 va ser director de l'Orquestra Filharmònica de Varsòvia.
El 1935 va ser membre del jurat del 1r Concurs Internacional de Violí Henryk Wieniawski a Varsòvia i director a la 2a fase del concurs.
Va morir el 1945, enterrat al cementiri de Bródnowski (parcel·la 27A-1-1).

## Honors
- Creu d'Or al Mèrit (30 de gener de 1930).[3]